# No Surrender (2024)
No Surrender (2024) será o próximo evento de luta livre profissional a ser produzido pela Total Nonstop Action Wrestling. Está programado para ser realizado em 23 de fevereiro de 2024 no Alario Center em Westwego, Louisiana (um subúrbio de Nova Orleans). Irá ao ar exclusivamente na TNA+. Será o 16º evento da cronologia No Surrender.

## Produção

### Introdução
No Surrender é um evento anual de luta livre profissional produzido pela Total Nonstop Action Wrestling. Foi originalmente produzido como um evento pay-per-view (PPV). O primeiro foi realizado em julho de 2005, mas quando os nomes do PPV foram embaralhados para 2006, foi transferido para setembro. Em dezembro de 2012, a TNA anunciou que o evento foi cancelado. O último evento aconteceu no TNA Impact! Zone em setembro de 2012. Foi retomado como um episódio especial do Impact Wrestling entre 2013 e 2015 e depois revivido como um evento Impact Plus em 2019.
Em 4 de dezembro de 2023, a TNA anunciou que No Surrender aconteceria em 23 de fevereiro de 2024 no Alario Center em Westwego, Louisiana.

### Rivalidades
O evento contará com diversas lutas profissionais, com resultados pré-determinados pela TNA. As histórias são produzidas no programa semanal da empresa, Impact!.
No Hard To Kill, Gisele Shaw venceu uma luta Ultimate X para ganhar uma luta pelo Campeonato Mundial de Knockouts da TNA posteriormente. Mais tarde naquela noite, Jordynne Grace derrotaria Trinity para ganhar seu terceiro Campeonato Mundial de Knockouts. Várias semanas depois, no episódio de 1º de fevereiro do TNA Impact!, foi anunciado que Grace defenderia o título contra Shaw no No Surrender.
Também no Hard To Kill, Moose derrotaria Alex Shelley para ganhar o Campeonato Mundial da TNA. Mais tarde, em 1º de fevereiro, no TNA Impact!, Shelley confrontaria Moose e seu grupo, The System (Brian Myers, Eddie Edwards e Alisha Edwards), notificando-os de que ele estava invocando sua cláusula de revanche no No Surrender. Na semana seguinte, a TNA anunciou que a partida será realizada sob "No Surrender Rules", onde a partida só poderá terminar quando um dos respectivos cornermen do participante jogar a toalha em seu nome. Moose será encurralado por Myers e Edwards do The System, enquanto Shelley será encurralado por Jet Setters Intergalácticos (Kushida e Kevin Knight).
No final do episódio de 25 de janeiro do TNA Impact!, uma vinheta foi ao ar sinalizando a estreia de Mustafa Ali na TNA. Na semana seguinte, o Campeão da Divisão X da TNA, Chris Sabin, estava dando uma entrevista nos bastidores, apenas para outro vídeo de Ali passar no monitor, deixando claras suas intenções pelo título. Em 5 de fevereiro, a TNA anunciou em seu site que Ali desafiaria Sabin pelo Campeonato da Divisão X no No Surrender.

## Lutas
| Nº                                          | Lutas | Estipulações                                                |
| ------------------------------------------- | --- | ----------------------------------------------------------- |
| 1                                           | Jordynne Grace (c) vs. Gisele Shaw                                                                                                 | Luta individual pelo Campeonato Mundial de Knockouts da TNA |
| 2                                           | Chris Sabin (c) vs. Mustafa Ali | Luta individual pelo Campeonato da Divisão X da TNA         |
| 3                                           | Moose (com The System (Eddie Edwards e Brian Myers)) (c) vs. Alex Shelley (com Intergalactic Jet Setters (Kevin Knight e Kushida)) | Luta Regras No Surrender pelo Campeonato Mundial da TNA     |
| (c) – Refere-se aos campeões antes da luta. | |                                                             |